# Nikolái Aliojin (ingeniero)
Nikolái Pávlovich Aliojin (en ruso: Николай Павлович Алёхин; 1913–1964, en su transliteración al inglés Nikolai Alekhin) fue un ingeniero aeroespacial ruso, diseñador de cohetes durante la época de la Unión Soviética.
Su carrera de diseñador de cohetes se desarrolló en la oficina de diseño experimental de propulsores de combustible líquido en el Laboratorio de Dinámica de Gases bajo la dirección de Valentín Glushkó.

## Eponimia
- El cráter lunar Alekhin lleva este nombre en su memoria.[2]